# Tacko Fall
Pour les articles homonymes, voir Fall.
Elhadji Tacko Serigne Diop Fall, né le 10 décembre 1995 à Dakar au Sénégal, est un joueur sénégalais de basket-ball. Évoluant au poste de pivot, il est l'un des plus grands joueurs de sa génération avec une taille de 2,26 m (7′ 5″) sans chaussures.
Après quatre saisons sous le maillot des Knights d'UCF, il n'est pas sélectionné lors de la draft 2019 de la NBA mais signe un two-way contract avec les Celtics de Boston.

## Biographie
Tacko Fall est né le 10 décembre 1995 à Dakar au Sénégal. Il grandit dans une grande maison familiale au sens large jusqu'à ses 12 ans. Ses parents divorcent dans sa jeunesse, il reste avec sa mère dans la capitale sénégalaise alors que son père part vivre aux États-Unis, à Columbus dans l'Ohio. Sa mère vit alors seule avec ses deux enfants, Tacko et son petit frère, dans un petit appartement d'une chambre,. Lorsque sa mère perd son travail, les finances de la famille sont difficiles et son alimentation se limite à un repas par jour.
Jeune, Tacko joue au football, son sport préféré, très populaire du Sénégal, et déteste le basket-ball parce que sa grand-mère lui enlevait ses dessins animés d'enfant pour mettre des matchs de basket à la télévision,,. Repéré pour sa taille, Tacko mesure 2,21 m à l'âge de 16 ans,, Fall est mis en contact avec Ibrahima N'Diaye, frère de Mamadou N'Diaye — le premier Sénégalais drafté en NBA en 2000 par les Nuggets de Denver — et dirigeant d'une académie de basket-ball à Dakar,. Hormis ses parents, Tacko vient d'une famille de grande taille, sa grand-mère était particulièrement grande, son frère cadet mesurait 175 cm à l'âge de 7 ans, deux de ses oncles mesurent 2,03 m,. L'académie de N'Diaye, l'International Sports Training Institute, lui apprend à manier le ballon et à tirer les lancers francs. Il évoque à sa mère, qui parle uniquement français et ne l'a jamais vu jouer, qu'il a l'opportunité d'avoir une éducation de qualité aux États-Unis grâce au basket-ball. Aidé par la Fondation Ben Simmons Sports, il part en Amérique pour développer ses aptitudes à jouer au basket-ball.

## Carrière sportive

### Carrière junior

#### Au lycée
Avec Badji, Tacko Fall quitte l'Afrique pour les États-Unis en octobre 2012. Initialement, les deux joueurs sénégalais doivent s'installer à la Christian Life Academy  de Houston au Texas mais l'académie sportive ferme ses portes peu après leur arrivée et les pousse à chercher un nouvel établissement,. Fall reste quelque temps à Houston pour trouver une nouvelle école. Il y remporte le championnat de l'État du Texas avec la Charter House School Jamie et rencontre la légende sportive de la ville Hakeem Olajuwon avec qui il s'entraîne. Il assiste à une rencontre entre les Rockets de Houston et les Clippers de Los Angeles lors de laquelle il est repéré par la vedette des Clippers Blake Griffin.
Les deux amis sénégalais voyagent ensuite à travers le pays, dans l'illégalité après l'expiration de leur visa, à la recherche d'une nouvelle école,. Fall passe ensuite par l'Illinois, le Tennessee, la Géorgie, l'Ohio et le Kansas avant de s'installer à Tavares en Floride au lycée Liberty Christian Prep (LCP). Mandy Wettstein, qui travaille aux relations publiques de l'école, accepte de devenir sa mère adoptive pour régler ses problèmes de visa,. Fall joue ses deux dernières années de lycée sous le maillot de LCP et fait alors l'objet d'une vidéo virale, principalement sur Vine, avec un autre joueur surpris par sa taille. Portant des lunettes de protection rondes qui détonnent, sa popularité et notoriété augmente après cette vidéo. Fervent musulman, Fall évolue dans une école chrétienne et promeut la paix et la tolérance entre croyants.
En Floride, Tacko Fall se révèle un étudiant brillant. Il parle couramment anglais après seulement huit mois d'apprentissage et prend des cours avancés en mathématiques et en sciences. Son score à l'examen SAT le place dans les meilleurs 5% du pays. En raison de sa taille et de son envergure de plus de 2,40 m, il est l'un des jeunes pivots les plus scrutés du pays. Sa mère adoptive contacte les équipes d'AAU de Floride pour que le Sénégalais joue dans une des équipes l'été. Le programme Each 1 Teach 1, affilié à Amar'e Stoudemire, lui répond positivement. Il joue également dans l'ISTI All-Stars Summer Travel Team et est invité au NBA Top 100 et à la Nike Skills Academy,.
À la fin du lycée, Tacko reçoit trente-six offres de bourses universitaires. Le pivot choisit finalement de s'engager avec l'université de Floride centrale à Orlando le 28 octobre 2014. L'une des raisons de ce choix est la proximité de l'université avec son foyer d'accueil et son souhait de ne pas déménager une nouvelle fois. Il joue avec les Knights d'UCF sous les ordres de Donnie Jones.

#### À l'université
Fall intègre les Knights d'UCF au poste de pivot. Malgré sa faible expérience sur les terrains, il est titulaire lors de 26 des 30 rencontres des Knights lors de sa première saison. Le débutant sénégalais se révèle être un bon défenseur, menant son équipe en nombre de contres avec 2,3 contres par rencontre en un temps de jeu moyen de dix-huit minutes. Limité à des dunks et des tirs de courtes distances, il affiche une réussite au tir impressionnante avec 75% de tentatives réussies.
Le temps fort de la première saison de Tacko Fall est son opposition avec son compatriote sénégalais Mamadou N'Diaye — homonyme du responsable de son académie au Sénégal — lors du match contre les UC Irvine Anteaters. Tous deux originaires de Dakar, c'est le frère de Mamadou N'Diaye, Ibrahim, qui a persuadé Tacko Fall de choisir le basket-ball. Lors sa deuxième année, Fall devient le plus grand joueur du basket-ball universitaire américain avec 2,29 m. Le Sénégalais est scruté par les franchises NBA qui doutent de son énergie, de sa mobilité, de sa force et de son agressivité pour jouer dans la ligue professionnelle,.
Ayant l'intention de devenir un ingénieur pour une grande entreprise telle que Siemens ou Microsoft, Fall effectue un cursus universitaire complet, rendant son avenir dans le basket-ball professionnel incertain. Sa dernière saison universitaire est marquée par une nouvelle qualification pour le tournoi de la March Madness lors duquel il est opposé au futur numéro 1 de la draft Zion Williamson et aux retrouvailles entre le joueur et sa mère lors de la soirée des dernières années. Cette dernière, qui a fait le déplacement du Sénégal aux États-Unis, le voit jouer pour la première fois. À l'issue de celui-ci, il se présente à la draft 2019.

### Carrière professionnelle

#### Celtics de Boston (2019-2021)
Non sélectionné à la draft 2019, Tacko Fall signe tout de même un contrat de type exhibit 10 avec les Celtics de Boston. Il s'agit d'un contrat non garanti d'un an au salaire minimum qui peut évoluer en two-way contract avant le début de la saison régulière. En juillet 2019, il participe à la NBA Summer League avec les Celtics de Boston. En amont de la saison, malgré ses 141 kilos, il suit un programme de prise de poids afin d'être plus dominant dans la raquette et être plus physique dans les matchs de haut-niveau de la NBA.
Le 13 octobre 2019, il signe un contrat two-way avec les Celtics de Boston pour la saison à venir. Il est ainsi assigné aux Red Claws du Maine, équipe de G-League affiliée aux Celtics avec la possibilité d'être rappelé en cours de saison par la franchise du Massachusetts. A l'issue de la saison, il est récompensé en figurant dans la All-Defensive Team de G-League.
Le 23 novembre 2020, il prolonge aux Celtics toujours sous la forme d'un contrat two-way.

#### Cavaliers de Cleveland (2021-2022)
Le 1er septembre 2021, Tacko Fall quitte Boston pour Cleveland en signant un contrat non garanti two-way d'un an avec la franchise de l'Ohio. Bien pourvus en intérieurs et pivots (dont le rookie Evan Mobley), les Cavaliers se séparent de Fall en janvier 2022.

#### Xinjiang Flying Tigers (2022-2023)
En août 2022, Fall rejoint le club chinois des Xinjiang Flying Tigers.

#### New Zealand Breakers (depuis 2024)
En septembre 2024, Fall s'engage avec les New Zealand Breakers, un club néo-zélandais évoluant dans le championnat conjoint entre l'Australie et la Nouvelle-Zélande. Le contrat court jusqu'en 2026.

## Clubs successifs
- 2019-2021 :  Celtics de Boston (NBA) /  Red Claws du Maine (G-League)
- 2021-2022 :  Cavaliers de Cleveland (NBA) /  Charge de Canton (G-League)
- 2022-2023 :  Xinjiang Flying Tigers

## Palmarès

### Distinctions personnelles
- NBA G League All-Defensive Team 2020

## Statistiques

### Universitaires
Les statistiques de Tacko Fall en matchs universitaires sont les suivantes :
| Saison    | Équipe   | Matchs | Titul. | Min./m | % Tir | % 3pts | % LF | Rbds/m. | Pass/m. | Int/m. | Ctr/m. | Pts/m. |
| --------- | -------- | ------ | ------ | ------ | ----- | ------ | ---- | ------- | ------- | ------ | ------ | ------ |
| 2015-2016 | UCF      | 30     | 26     | 17,6   | 75,0  | -      | 55,8 | 5,87    | 0,33    | 0,10   | 2,33   | 7,37   |
| 2016-2017 | UCF      | 36     | 36     | 26,3   | 71,5  | 0,0    | 46,2 | 9,53    | 0,56    | 0,25   | 2,61   | 10,86  |
| 2017-2018 | UCF      | 16     | 15     | 21,9   | 76,7  | -      | 46,0 | 7,31    | 0,31    | 0,31   | 1,94   | 11,31  |
| 2018-2019 | UCF      | 31     | 31     | 24,8   | 75,4  | -      | 36,1 | 7,32    | 0,48    | 0,26   | 2,48   | 10,93  |
| Carrière  | Carrière | 113    | 108    | 17,6   | 74,1  | 0,0    | 43,3 | 7,64    | 0,44    | 0,22   | 2,41   | 10,02  |

### NBA

#### Saison régulière
| Saison    | Équipe   | Matchs | Titul. | Min./m | % Tir | % 3pts | % LF | Rbds/m. | Pass/m. | Int/m. | Ctr/m. | Pts/m. |
| --------- | -------- | ------ | ------ | ------ | ----- | ------ | ---- | ------- | ------- | ------ | ------ | ------ |
| 2019-2020 | Boston   | 7      | 0      | 4,6    | 78,6  | -      | 33,3 | 2,14    | 0,14    | 0,14   | 0,57   | 3,29   |
| 2020-2021 | Boston   | 19     | 0      | 7,2    | 72,4  | -      | 33,3 | 2,70    | 0,20    | 0,10   | 1,10   | 2,50   |
| Carrière  | Carrière | 26     | 0      | 6,5    | 74,4  | -      | 33,3 | 2,60    | 0,20    | 0,10   | 0,90   | 2,70   |

#### Playoffs
| Saison   | Équipe   | Matchs | Titul. | Min./m | % Tir | % 3pts | % LF | Rbds/m. | Pass/m. | Int/m. | Ctr/m. | Pts/m. |
| -------- | -------- | ------ | ------ | ------ | ----- | ------ | ---- | ------- | ------- | ------ | ------ | ------ |
| 2020     | Boston   | 2      | 0      | 1,4    | 100,0 | -      | 50,0 | 0,50    | 0,00    | 0,00   | 0,00   | 1,50   |
| 2021     | Boston   | 1      | 0      | 1,0    | -     | -      | -    | 1,00    | 0,00    | 0,00   | 0,00   | 0,00   |
| Carrière | Carrière | 3      | 0      | 1,3    | 100,0 | -      | 50,0 | 0,70    | 0,00    | 0,00   | 0,00   | 1,00   |

### NBA Gatorade League
| Saison    | Équipe   | Matchs | Titul. | Min./m | % Tir | % 3pts | % LF | Rbds/m. | Pass/m. | Int/m. | Ctr/m. | Pts/m. |
| --------- | -------- | ------ | ------ | ------ | ----- | ------ | ---- | ------- | ------- | ------ | ------ | ------ |
| 2019-2020 | Maine    | 29     | 11     | 23,3   | 70,1  | -      | 38,4 | 11,34   | 0,79    | 0,14   | 3,10   | 12,90  |
| Carrière  | Carrière | 29     | 11     | 23,3   | 70,1  | -      | 38,4 | 11,34   | 0,79    | 0,14   | 3,10   | 12,90  |

## Records sur une rencontre en NBA
Les records personnels de Tacko Fall en NBA sont les suivants, :
| Type de statistique        | Saison régulière | Saison régulière      | Saison régulière | Playoffs | Playoffs              | Playoffs     |
| Type de statistique        | Record           | Adversaire            | Date             | Record   | Adversaire            | Date         |
| -------------------------- | ---------------- | --------------------- | ---------------- | -------- | --------------------- | ------------ |
| Points                     | 6                | Magic d'Orlando       | 15 janvier 2021  | 3        | 76ers de Philadelphie | 19 août 2020 |
| Paniers marqués            | 3                | Magic d'Orlando       | 15 janvier 2021  | 1        | 76ers de Philadelphie | 19 août 2020 |
| Paniers tentés             | 4                | @ Knicks de New York  | 26 octobre 2019  | 1        | 76ers de Philadelphie | 19 août 2020 |
| Paniers à 3 points réussis | -                | -                     | -                | -        | -                     | -            |
| Paniers à 3 points tentés  | -                | -                     | -                | -        | -                     | -            |
| Lancers francs réussis     | 2                | Grizzlies de Memphis  | 30 décembre 2020 | 1        | 76ers de Philadelphie | 19 août 2020 |
| Lancers francs tentés      | 2                | 3 fois                | 3 fois           | 2        | 76ers de Philadelphie | 19 août 2020 |
| Rebonds offensifs          | 2                | Wizards de Washington | 8 janvier 2021   | -        | -                     | -            |
| Rebonds défensifs          | 5                | 2 fois                | 2 fois           | 1        | 76ers de Philadelphie | 19 août 2020 |
| Rebonds totaux             | 7                | Wizards de Washington | 8 janvier 2021   | 1        | 76ers de Philadelphie | 19 août 2020 |
| Passes décisives           | 1                | Wizards de Washington | 13 août 2020     | -        | -                     | -            |
| Interceptions              | 1                | Wizards de Washington | 13 août 2020     | -        | -                     | -            |
| Contres                    | 3                | Wizards de Washington | 8 janvier 2021   | -        | -                     | -            |
| Balles perdues             | 2                | Pistons de Détroit    | 20 décembre 2019 | -        | -                     | -            |
| Minutes jouées             | 19               | Wizards de Washington | 8 janvier 2021   | 3        | 76ers de Philadelphie | 19 août 2020 |

- Double-double : 0
- Triple-double : 0

Dernière mise à jour : 16 janvier 2021